# Bistum Saint-Brieuc
Das Bistum Saint-Brieuc (lat.: Dioecesis Briocensis) ist eine in Frankreich gelegene römisch-katholische Diözese mit Sitz in Saint-Brieuc.

## Geschichte
Das Bistum Saint-Brieuc wurde im 5. Jahrhundert errichtet und dem Erzbistum Tours als Suffraganbistum unterstellt. Am 29. November 1801 wurden dem Bistum Saint-Brieuc Teile der Gebiete der Bistümer Saint-Malo und Tréguier sowie des Bistums Dol angegliedert. Das Bistum Saint-Brieuc wurde am 3. Januar 1859 dem Erzbistum Rennes als Suffraganbistum unterstellt.

## Weblinks

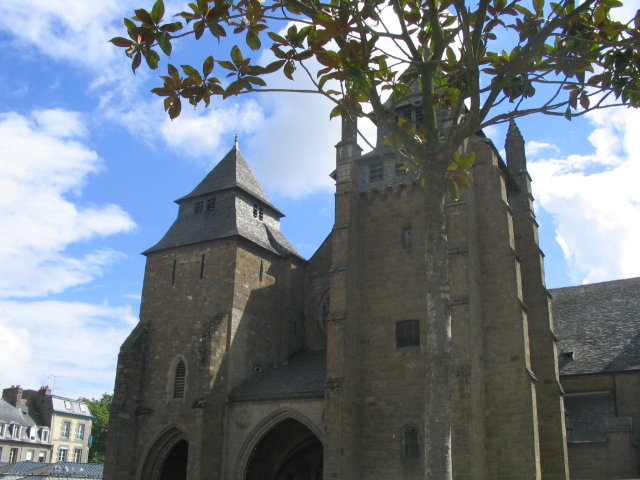
Kathedrale Saint-Étienne in Saint-Brieuc